# 1946년 유고슬라비아 헌법

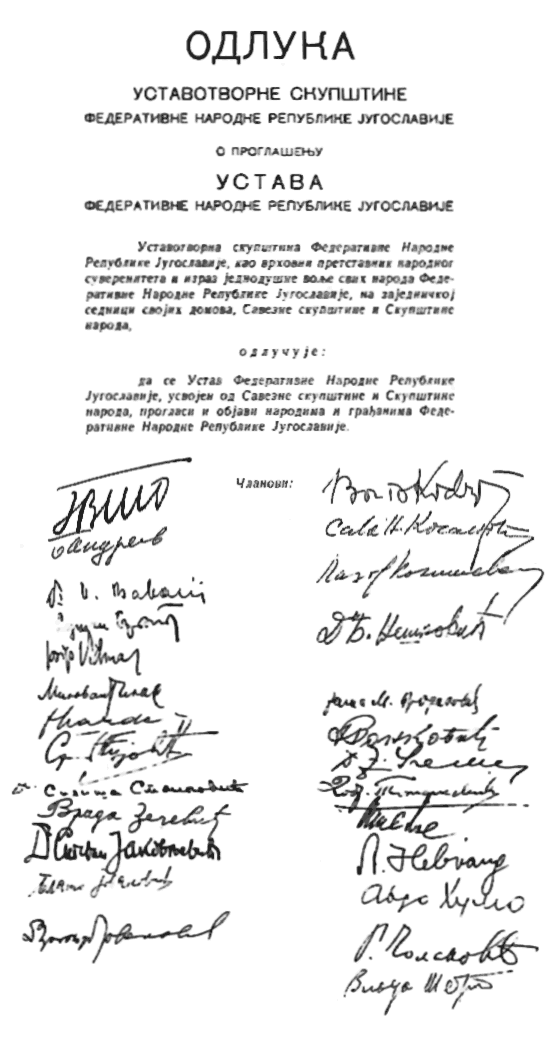
유고슬라비아 연방인민공화국 헌법 공포법 (1946년)

1946년 유고슬라비아 헌법, 공식적으로 유고슬라비아 연방인민공화국 헌법(세르보크로아트어: Устав Федеративне Народне Републике Југославије / Ustav Federativne Narodne Republike Jugoslavije)은 유고슬라비아 연방인민공화국의 첫 번째 헌법이었다. 이 헌법은 1945년 11월 11일에 선출된 유고슬라비아 제헌 의회에서 채택되었다. 헌법은 1946년 1월 31일 공포와 동시에 발효되었다.

## 배경

이반 리바르 (1881년~1968년), 유고슬라비아 제헌 의회 의장단 의장

1945년 11월 11일, 유고슬라비아 제헌 의회 선거가 실시되었다. 선거 과정은 집권 유고슬라비아 공산당 (CPY)이 이끄는 정치 연합인  유고슬라비아 인민전선 (PFY)이 주도하였다. 야당이 탄압받았기 때문에, 유고슬라비아 인민전선의 선거인 명부가 압도적인 승리를 거두었고, 유고슬라비아 공산당은 이미 약화된 군주제를 확실히 폐지하려는 계획을 추진할 수 있었다. 1945년 11월 29일, 제헌 의회의 선언에 따라 유고슬라비아는 공식적으로 인민공화국 및 연방으로 선포되었다: 국호는 유고슬라비아 연방인민공화국 (FPRY)이었다. 동시에 새로운 헌법 초안 작성이 시작되었다. 1946년 1월 31일, 헌법이 채택되고 공포되었다. 새로운 헌법의 엄숙한 선포식은 유고슬라비아 제헌 의회 의장인 이반 리바르가 주관하였다.

## 헌법 조항
헌법은 유고슬라비아를 인민공화국이자 연방으로 정의했으며 (제1조), 이로써 유고슬라비아 인민전선 (PFY)과 당시 유고슬라비아 정부 대통령이었던 요시프 브로즈 티토가 이끄는 집권 유고슬라비아 공산당 (CPY)의 두 가지 주요 정치적 목표를 확정하였다.
헌법 제2조에 따르면, 연방 국가는 다음의 헌법적 순서에 따라 6개 연방 국가의 연합으로 정의되었다: 세르비아 인민공화국, 크로아티아 인민공화국, 슬로베니아 인민공화국, 보스니아 헤르체고비나 인민공화국, 마케도니아 인민공화국 및 몬테네그로 인민공화국.
세르비아 인민공화국 내에 두 개의 기존 자치 단위도 확정되었는데, 첫 번째는 보이보디나 자치주였고, 두 번째는 코소보 메토히야 자치주였다. 제44조에 따라 새로운 자치주와 자치구의 설치도 허용되었다.
모든 시민과 모든 집단의 평등이 선언되고 보장되었지만, 헌법 전문에는 국적이나 민족의 이름이 언급되지 않았다.
공용어는 정의되지 않았다.
헌법의 가장 중요한 특징 중 하나는 소련 헌법 (1936년)과 유사하다는 점이었다. 유고슬라비아 헌법은 국가 재산의 지배적 지위, 권위의 통일성 원칙에 따른 권위의 조직, 모든 국가 권위를 국가 기관과 국가 행정부로써 이분법적으로 구분하는 것을 장려하였다.
관할권은 연방 국가와 6개의 연방 공화국 사이에 구분되어 있었다. 권력 분배는 당시 유고슬라비아의 주요 헌법 이념가인 에드바르드 카르델이 정의한 "민주집중제"의 원칙에 기초하였다. 실제로 그것은 명목상의 연방주의와 함께 국가주의적 사회 모델과 중앙집권적 국가 규정의 도입을 의미하였다. 이념적, 정치적 및 기타 형태의 다원주의는 배제되었다.
이 헌법으로 인해 이 나라의 공산주의 정권은 더욱 강화되었다. 1948년 소련과의 갈등이 발발하자, 유고슬라비아 당국은 사회주의로 가는 그들만의 길을 찾기로 결정하였다. 입법 개혁은 1950년과 1952년에 부분적인 변화로 시작되었지만, 1953년 유고슬라비아 헌법에 의해 결정적인 변경이 이루어졌다.

## 해설
유고슬라비아 공산당 제5차 대회 (1948년) 연설에서 요시프 브로즈 티토 총서기는 헌법의 여러 조항을 언급하며 헌법의 자유주의적 성격을 언급하였다.
헌법 제1조만 예로 들어보겠습니다. "유고슬라비아 연방인민공화국은 공화주의 구조의 연방 국가이며, 자결권, 분리권을 포함하여 연방 국가에서 함께 살겠다는 의지를 표명한 모든 민족의 공동체이다."
여기서 국가적 평등이 획립되는 방식이며, 그것이 법제화되고 완전히 실행되는 방식입니다.
또한, 이 나라의 헌법과 실무에서 권력 문제는 어떻게 해결되고 있습니까?
제6조에 이렇게 명시되어 있습니다: "유고슬라비아 연방인민공화국에서 모든 권력은 인민으로부터 비롯되며 인민에게 속한다. 인민은 자유롭게 선출된 국가 권한의 대표 기관, 인민 위원회를 통해 권력을 행사한다다. 이 인민 위원회는 지방 인민 위원회에서 인민공화국 의회, 유고슬라비아 연방인민공화국의 인민 의회에 이르기까지 파시즘과 반동에 맞선 인민 해방 전쟁에서 기원하고 발전했으며, 그 투쟁의 기본적 성과이다."

그러므로 헌법은 전쟁에서 획득한 것, 즉 인민의 힘, 진정한 인민민주주의의 힘을 확인하거나, 오히려 법제화했을 뿐입니다.

## 같이 보기
- 1945년 유고슬라비아 의회 선거
- 유고슬라비아 인민전선
- 유고슬라비아 공산당
- 유고슬라비아-소련 결렬

## 참고 문헌
- Bataković, Dušan T., 편집. (2005). 《Histoire du peuple serbe》 [History of the Serbian People] (프랑스어). Lausanne: L’Age d’Homme. ISBN 9782825119587.
- Ćirković, Sima (2004). 《The Serbs》. Malden: Blackwell Publishing. ISBN 9781405142915.
- Cox, John K. (2002). 《The History of Serbia》. Westport, Connecticut: Greenwood Press. ISBN 9780313312908.
- Jelavich, Barbara (1983). 《History of the Balkans: Twentieth Century》 2. Cambridge University Press. ISBN 9780521274593.
- Pavlowitch, Stevan K. (2002). 《Serbia: The History behind the Name》. London: Hurst & Company. ISBN 9781850654773.